# Nico Rosberg
Nico Erik Rosberg (Wiesbaden, 27 de junho de 1985) é um ex-automobilista alemão que atuou na Fórmula 1 entre 2006 e 2016 pelas equipes Williams e Mercedes. Foi campeão mundial de Fórmula 1 em 2016, superando seu companheiro de equipe Lewis Hamilton. Ainda foi vice-campeão por duas vezes, em 2014 e 2015. Anteriormente, ele foi campeão da GP2 Series em 2005, e da Fórmula BMW ADAC em 2002. É filho do campeão de F1 Keke Rosberg.

## Biografia
Nico Erik Rosberg nasceu em Wiesbaden, cidade que à época, fazia parte da Alemanha Ocidental. Ele é filho de Keijo "Keke" Rosberg, campeão da Fórmula 1 em 1982, com Gesine "Sina" Rosberg (nascida Gleitsmann-Dengel). Nico tem dupla nacionalidade, sendo alemão e finlandês. Ele chegou a correr com a licença finlandesa no início de sua carreira, mas depois, passou a correr sob bandeira alemã, por conta da facilidade em obter patrocínios. Sua família se mudou para Mônaco quando Nico tinha apenas um mês de vida, e passou a infância dividido entre o principado e a ilha espanhola de Ibiza. Ele foi colega de Nelsinho Piquet durante o jardim de infância, e os dois eram amigos nessa época, com Lewis Hamilton também sendo amigo de Nico durante a época em que eles corriam de kart.
Rosberg cresceu falando fluentemente alemão, inglês, francês, espanhol e italiano, mas não fala finlandês, nem sueco, uma decisão de seu próprio pai, que considerava que o filho deveria dominar os idiomas mais correntes no mundo da F1. Nico chegou a cogitar ser engenheiro aerodinâmico, mas o amor pela velocidade falou mais alto, especialmente após seus testes com o carro da Williams em 2002.
Nico casou-se em julho de 2014 com Vivian Sibold, com quem namorava desde 2003. Em agosto de 2015 nasceu a primeira filha de ambos, Alaïa. Em 2017, o casal teve uma segunda filha chamada Naila. Desde 2018, Nico e Vivian administram uma sorveteria em Ibiza.

## Início de carreira
Nico Rosberg começou sua carreira profissional no kart em 1996, aos 10 anos de idade. Anos depois, em 1998, atuou ao lado daquele que depois se tornou o seu maior rival na Fórmula 1: Lewis Hamilton. Ajudado pelos contatos do pai, o campeão de 1982 Keke Rosberg, passou sem dificuldades pelas principais categorias de base.

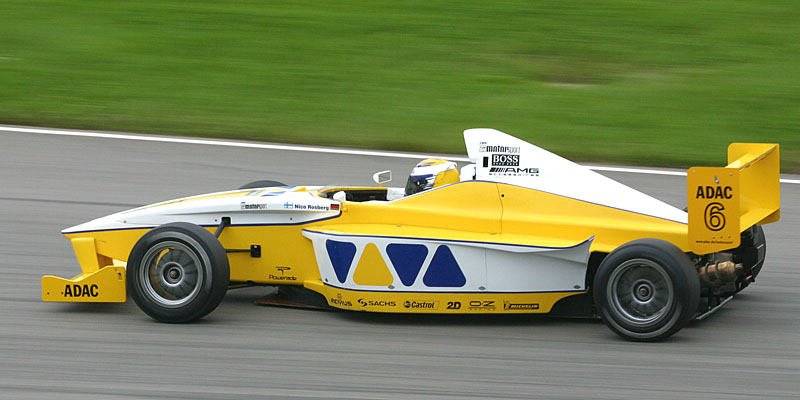
Rosberg na Fórmula BMW alemã em 2003

Já nos monopostos, foi campeão da F-BMW Alemã em 2002 de forma dominante, com 9 vitórias e 13 pódios em 20 provas. Como prêmio, ele pôde testar o FW24 no Circuito de Barcelona-Catalunha em 3 de dezembro desse mesmo ano. Nico correu ao lado de seu pai Keke, e ele tinha apenas dezessete anos, cinco meses e seis dias na época, se tornando o piloto mais jovem da história a andar num carro de Fórmula 1. Esse recorde foi superado por Max Verstappen em 2014, que participou de uma sessão de treinos com dezessete anos e três dias.
Rosberg correu na Fórmula 3 Euro Series entre 2003 e 2004 pela Team Rosberg, equipe de propriedade de seu pai Keke, e teve como companheiro Andreas Zuber. Em seu primeiro ano, Nico venceu uma vez no Circuito Bugatti e conquistou cinco pódios, ficando em oitavo lugar no Campeonato de Pilotos, com 45 pontos. No campeonato de estreantes, Rosberg venceu três vezes, sendo superado por Christian Klien. Em 2004, Nico teve três vitórias e mais dois pódios, sendo quarto colocado com apenas dois pontos à frente de Lewis Hamilton.
Nico participou da temporada inaugural da GP2 Series em 2005, correndo pela ART Grand Prix ao lado de Alexandre Prémat. Ele brigou pelo título com o finlandês Heikki Kovalainen, com os dois se igualando no número de vitórias, mas Rosberg fez 120 pontos, 15 a mais que Kovalainen, e após vencer as duas corridas da rodada no Barém, Nico se consagrou como o primeiro campeão da história da GP2.

## Fórmula 1

### Williams
Após guiar um carro da Williams em 2002, Nico Rosberg participou de baterias de testes com Nelsinho Piquet a partir de 2003, para definir qual deles seria o piloto de testes e eventual titular da equipe britânica. Rosberg fez tempos melhores quando treinou separado de Piquet Jr., mas quando os dois treinaram juntos, o brasileiro foi cerca de 1 segundo e meio mais rápido. Nico foi anunciado para ser piloto de testes da equipe de Frank Williams em abril de 2005, chegando a ser cotado para substituir Nick Heidfeld, no entanto, a equipe colocou Antônio Pizzonia para disputar as etapas finais daquela temporada. Mas foi Rosberg que levou a melhor na disputa pela vaga de titular para 2006.

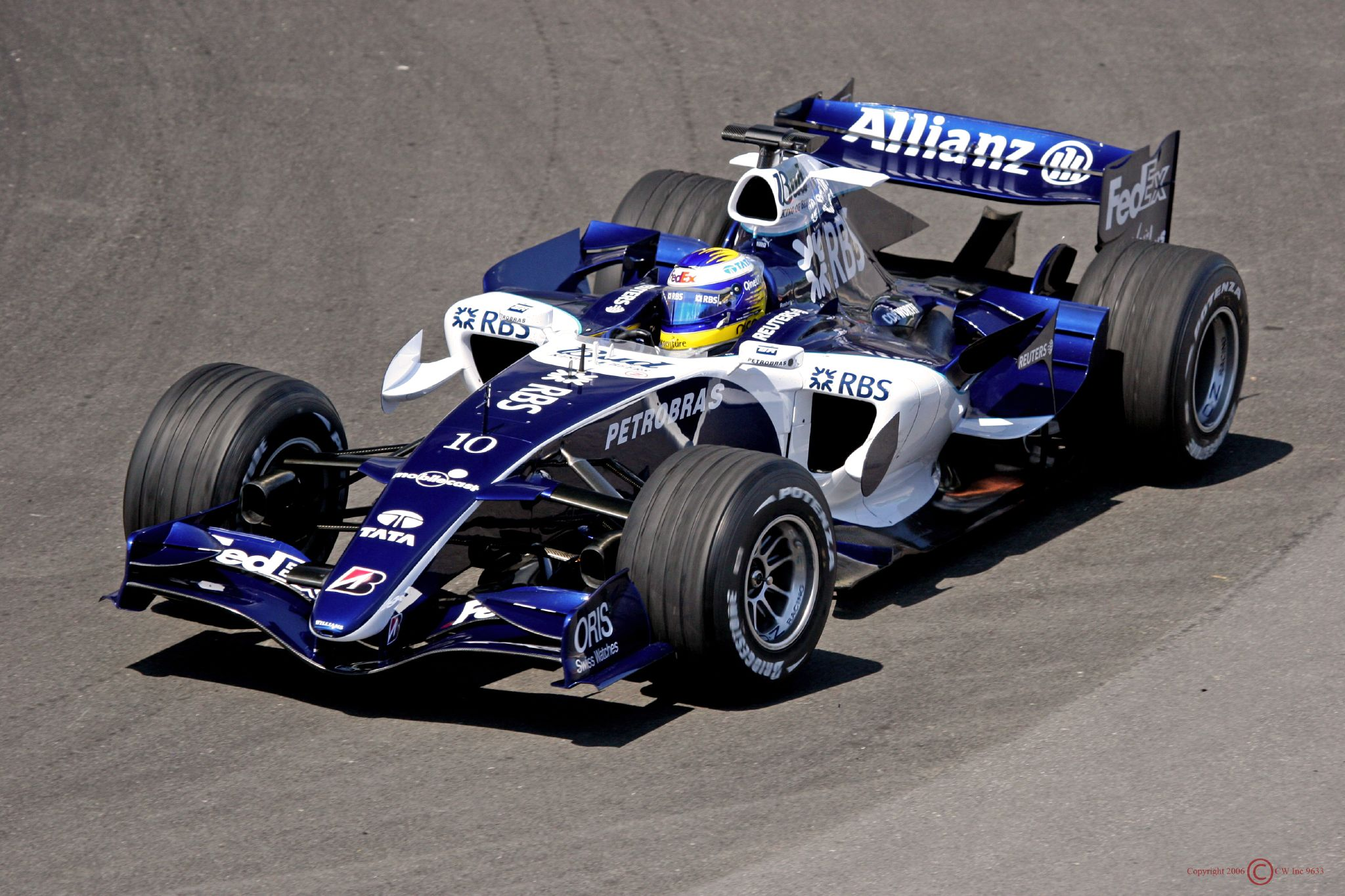
Rosberg na Williams em 2006

Assim, Nico Rosberg fez sua estreia na Fórmula 1 pela Williams, sendo novo companheiro de Mark Webber. Logo na primeira corrida, no Barém, Rosberg terminou em sétimo e ainda marcou a volta mais rápida. Ele repetiu a colocação no GP da Europa. A Williams, entretanto, não tinha mais a performance de antes, e Rosberg, sofreu bastante no seu ano de estreia. Marcou somente quatro pontos, envolveu-se em vários acidentes, se classificou em décimo sétimo lugar, ficando atrás de Webber, e perdeu boa parte de sua reputação.
Em 2007, Rosberg viu Mark Webber se transferir para a Red Bull Racing, a Williams trocar a BMW pela Toyota e Alexander Wurz chegar para ser seu novo companheiro. Rosberg iniciou a temporada com mais um sétimo lugar na Austrália, e depois alcançou um sexto lugar na Espanha, chegando a ficar em baixa após engatar uma sequência de seis corridas fora dos pontos, mas se recuperou com louvor, pontuando em quatro provas consecutivas e fechando o ano com um quarto lugar no Brasil e como um dos principais destaques. Segundo o chefe Frank Williams, Rosberg teve a "maior curva de evolução" de todos os pilotos da Fórmula 1. O alemão terminou a temporada em nono, com 20 pontos, marcando sete a mais que Wurz, que se aposentou da F1 após o GP da China e foi substituído por Kazuki Nakajima. E graças à desclassificação da McLaren, a Williams conseguiu ficar em quarto lugar no mundial de construtores.

Rosberg em 2008

Em 2008, Nakajima passou a ser seu companheiro em tempo integral. Antes mesmo da temporada começar, Rosberg disse ter escrito um e-mail para a equipe exigindo melhorias no carro. No Grande Prêmio da Austrália de 2008, conseguiu seu primeiro pódio na categoria, com um terceiro lugar. O segundo pódio veio no Grande Prêmio de Singapura de 2008, primeira corrida realizada à noite, ficando em segundo lugar, atrás do piloto espanhol Fernando Alonso. Esses resultados ajudaram a ofuscar um ano irregular de Rosberg, que só pontuou em cinco das dezoito etapas, voltou a lidar com quebras e abandonos, e somou dezessete pontos, quase o dobro da pontuação de Nakajima.
Na temporada 2009, Rosberg se mostrou mais regular, tendo uma sequência de oito etapas dentro da zona de pontuação, e dois quartos lugares nas provas da Alemanha e da Hungria como melhores resultados. Com 34,5 pontos, Rosberg se classificou em sétimo lugar e foi disparadamente o melhor piloto da Williams no ano, já que Nakajima não marcou nenhum ponto, só ficou à frente de Rosberg em duas das dezessete etapas do ano (Itália e Singapura) e se classificou em vigésimo.
Anos depois, Rosberg revelou ter sido tratado de forma que o piloto considerou "cruel" por alguns chefes da Williams, como Sam Michael e Patrick Head. O primeiro o chamou de "inútil" após Nico bater nas primeiras voltas do GP da Alemanha de 2006, e o segundo deu tapas em seu capacete e gritado com ele durante a classificação para o GP da Austrália de 2008.

### Mercedes

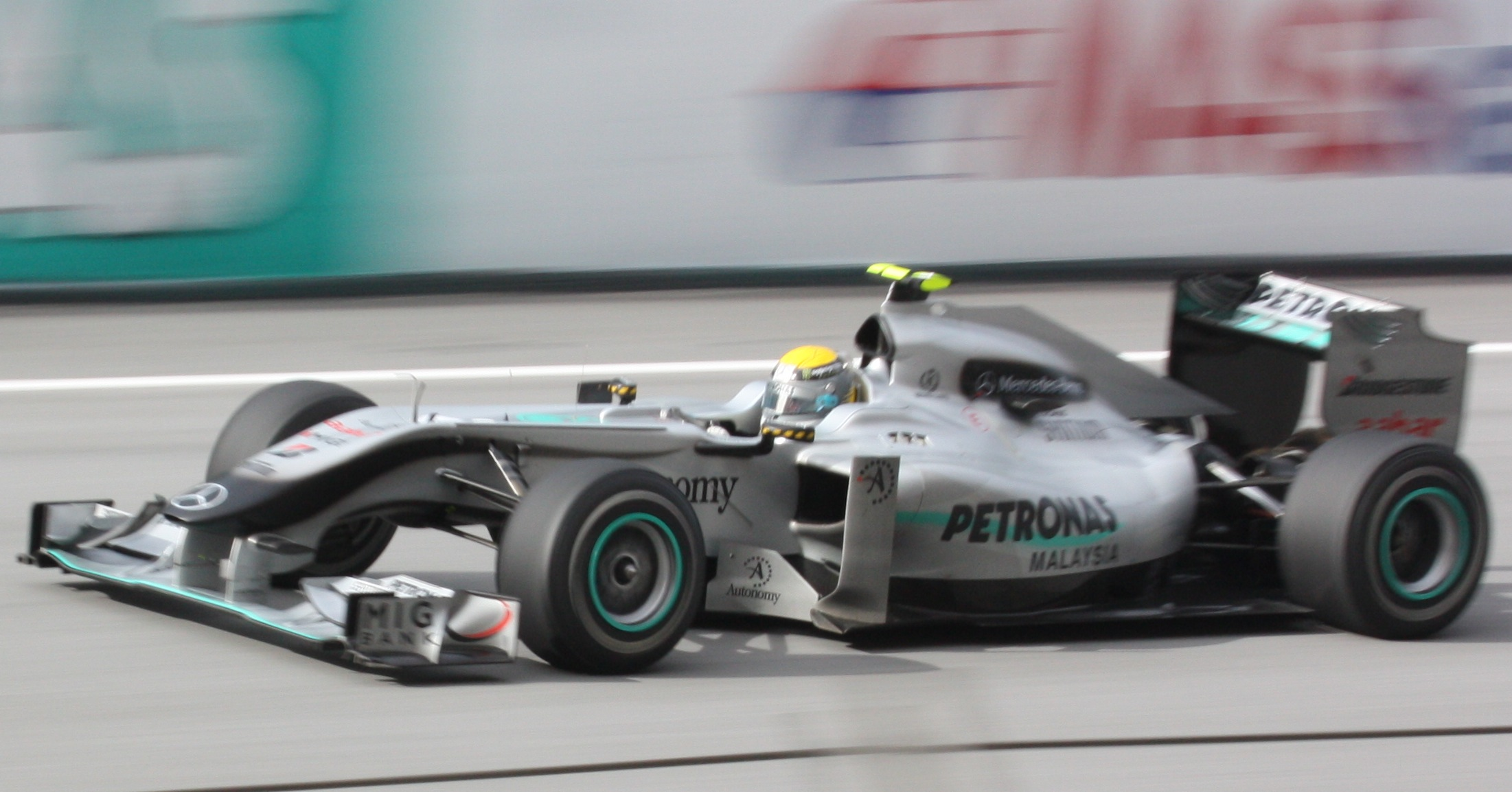
Rosberg guiando a Mercedes no Grande Prêmio da Malásia de 2010

Em 23 de novembro de 2009 a equipe Mercedes, estreante na categoria, anunciou a contratação de Rosberg para a temporada de 2010, com ele sendo companheiro do heptacampeão Michael Schumacher. Com um desempenho regular, conseguiu pontuar em 15 das 19 corridas disputadas, conquistando três pódios e terminando a temporada em sétimo lugar no campeonato de pilotos, com 142 pontos, dois a menos do que Felipe Massa e somando quase o dobro dos marcados por Schumacher.
Em 2011, Rosberg não fez nenhum pódio, mas foi mais constante nos pontos do que Schumacher. O filho de Keke fechou a temporada em sétimo, com 89 pontos, superando Schumacher por 13 pontos.

#### 2012: primeira pole e primeira vitória

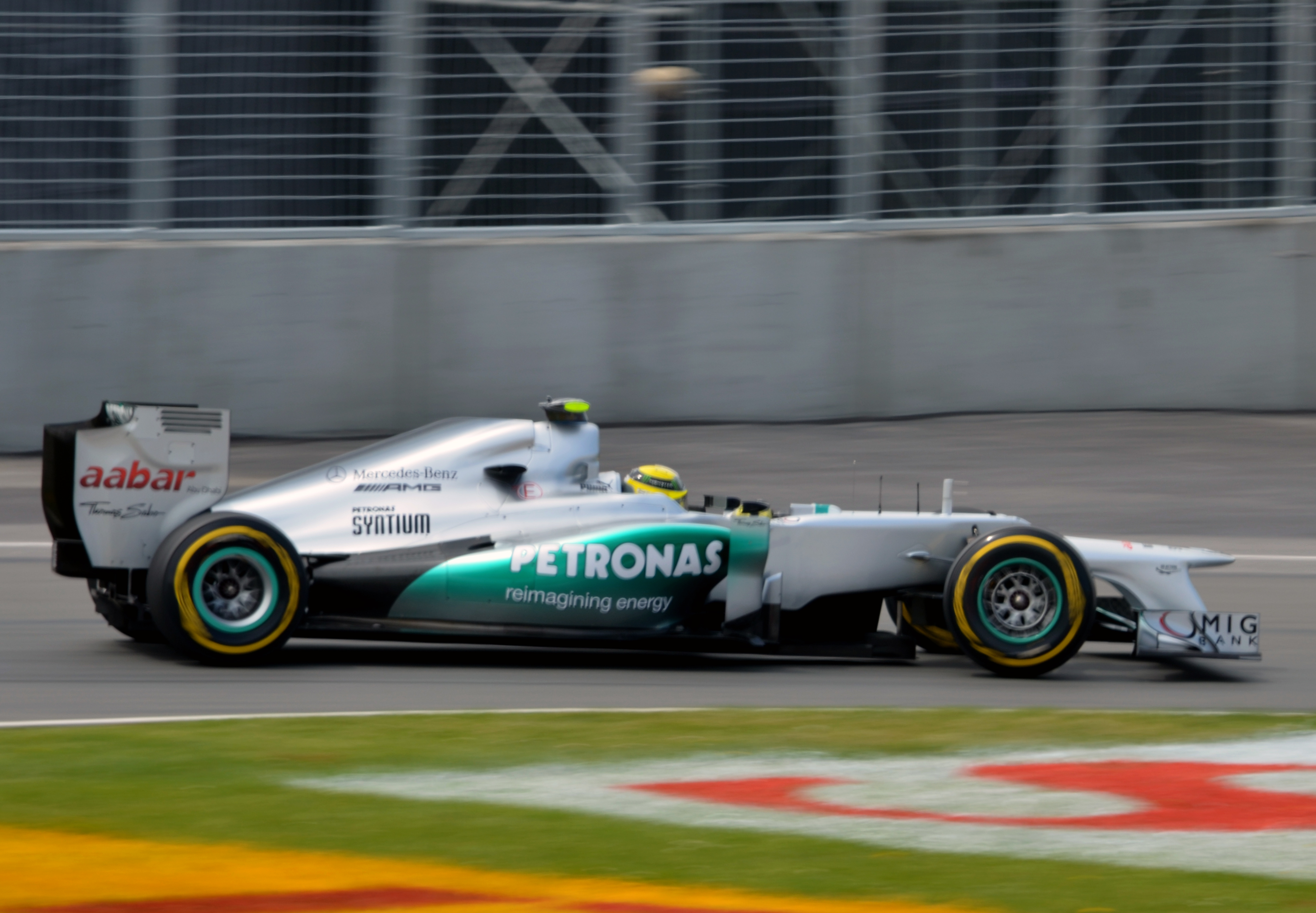
Rosberg no Grande Prêmio do Canadá de 2012

No dia 14 de abril de 2012, durante os treinos classificatórios para o Grande Prêmio da China, Rosberg conquistou a primeira pole position da carreira. Com uma boa largada e um rendimento constante, Rosberg conseguiu se manter em primeiro durante quase toda a prova, alcançando sua primeira vitória na categoria.
Na etapa seguinte, durante treinos livres do Grande Prêmio do Barém, Rosberg chegou a marcar o melhor tempo durante a terceira sessão. O mesmo desempenho, no entanto, não foi alcançado no treino classificatório e o piloto ficou com o quinto lugar no grid de largada. O piloto perdeu muitas posições durante a largada, mas conseguiu se recuperar durante a corrida, alcançando a linha de chegada na mesma posição em que largou.
Ele voltou a aparecer no pódio com o segundo lugar em Mônaco, e fechou o ano em nono, com 93 pontos, mais uma vez superando Schumacher, que anunciou sua aposentadoria definitiva da F1 ao final daquela temporada.

#### 2013: chegada de Hamilton

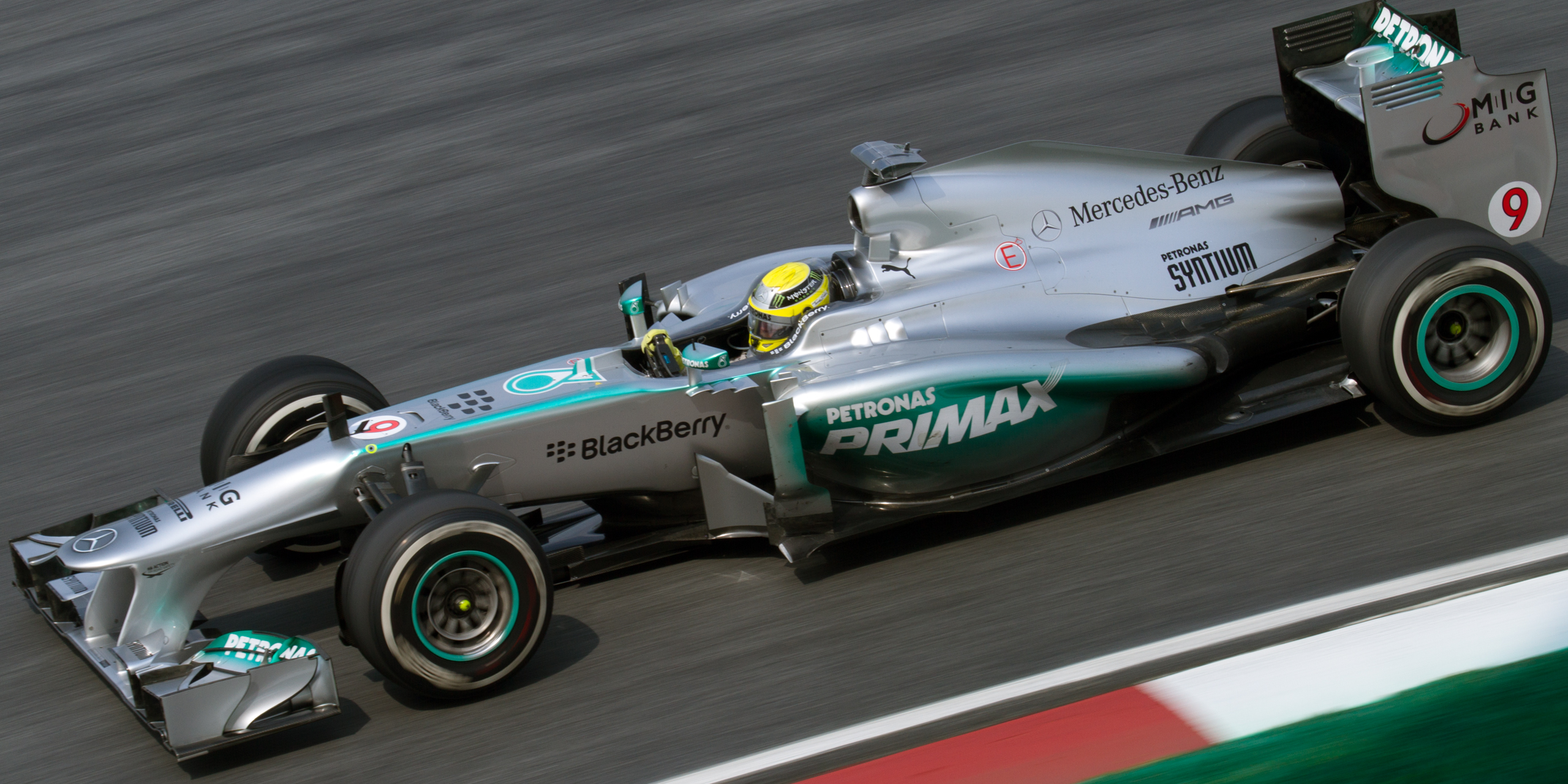
Rosberg durante os treinos do Grande Prêmio da Malásia de 2013

Rosberg viu Lewis Hamilton substituir Schumacher em 2013. O alemão não começou bem a temporada, abandonando o Grande Prêmio da Austrália, primeira prova do campeonato, por causa de problemas elétricos no carro. No treino classificatório para o Grande Prêmio do Barém conseguiu a pole position, mas durante a prova, não conseguir manter o rendimento do carro, terminando a corrida apenas em nono. No Grande Prêmio de Mônaco, após ter largado em primeiro e liderado toda a prova, Rosberg conquistou sua segunda vitória na categoria. Em Silverstone largou em segundo, mas contou com a sorte de o carro de Hamilton ter o seu pneu furado e o carro de Vettel com problemas aerodinâmicos. Assim lhe foi possível faturar a vitória que lhe caiu "dos céus". Rosberg fez mais dois pódios na Índia e em Abu Dhabi, fechando o ano em sexto, com 171 pontos, mas foi superado por Hamilton, quarto colocado, com 18 pontos de vantagem sobre ele.

#### 2014-15: rivalidade com Hamilton e dois vice-campeonatos consecutivos

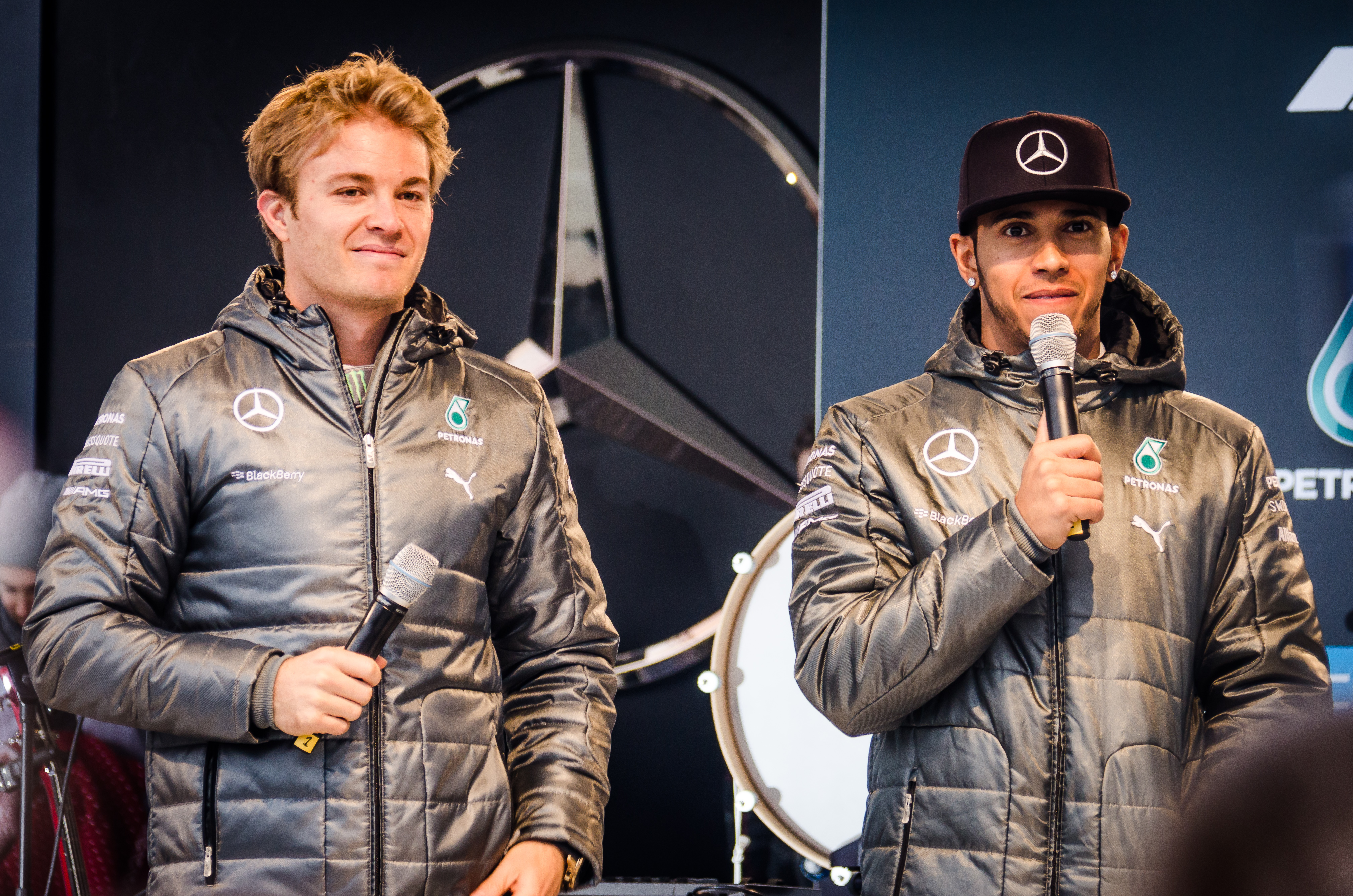
Rosberg (esquerda) e Hamilton em 2014

Com o domínio do Mercedes F1 W05, Nico e seu companheiro de equipe, Lewis Hamilton, foram os postulantes ao título mundial. Iniciou a primeira metade do campeonato em vantagem em relação a ele. Entretanto, a partir da prova de Singapura, perdeu a liderança do campeonato. Em 16 de julho a equipe anunciou a extensão de seu contrato.
Na última etapa, com pontuação dobrada em Abu Dhabi, estava a 17 pontos atrás de Lewis. Apesar de partir na pole position, Rosberg enfrentou uma falha no ERS - sistema de recuperação de energia, que o fez perder posições e terminar em 14º lugar.
A equipe Mercedes seguiu dominante, mas foi sobrepujado desde o início da temporada por Hamilton, que se tornou campeão com três provas de antecedência. Chegou a perder a segunda posição no campeonato para Sebastian Vettel após o abandono no Grande Prêmio da Rússia, porém encerrou a temporada como vice-campeão obtendo consecutivamente seis poles e três vitórias.

#### 2016: conquista do primeiro e único título

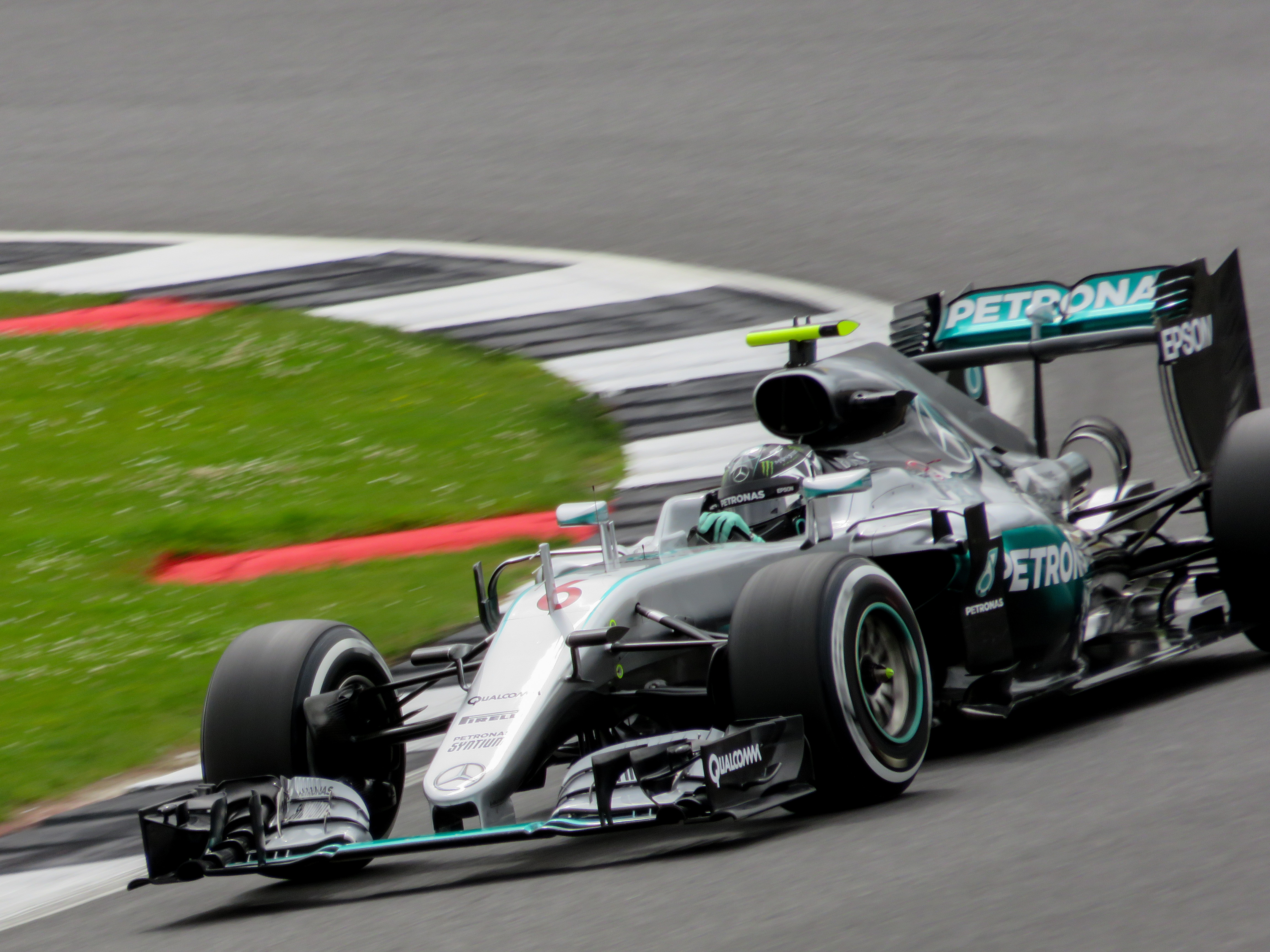
Rosberg pela Mercedes no GP da Grã-Bretanha de 2016

Rosberg venceu as quatro primeiras corridas da temporada 2016 - Austrália, Barém, China e Rússia. Somando-se as três últimas provas de 2015, alcançou sete vitórias consecutivas, assim igualando as marcas de Michael Schumacher e Alberto Ascari. Ele teve mais cinco vitórias na temporada, e totalizou pódios, incluindo uma sequência de quatro segundos lugares nas últimas corridas da temporada, que também foram dobradinhas com seu companheiro de equipe Hamilton
Mais uma vez disputando o título com o colega britânico, desta vez Rosberg sagrou-se campeão mundial ao chegar em segundo lugar na última corrida em Abu Dhabi, superando Hamilton (que venceu a prova, mas segurou o pelotão para ajudar adversários a ultrapassarem Rosberg) por cinco pontos.
Com seu título, Nico Rosberg se tornou o segundo filho de piloto campeão mundial a repetir o feito do pai, igualando o que Damon Hill, filho de Graham Hill, alcançou em 1996. Mas ao contrário de Graham, morto em 1975, Keke pôde testemunhar a conquista de seu filho Nico, embora o campeão de 1982 tenha preferido não aparecer em Yas Marina antes do final da corrida para não deixar o filho nervoso.

## Aposentadoria
Pouco após ser campeão mundial, Nico Rosberg anunciou sua aposentadoria da F1 em 2 de dezembro de 2016, através de seu site. "Para mim, é um dia muito especial. Receber o troféu esta noite vai ser incrível, mas por outra razão: quero aproveitar a oportunidade para anunciar que vou encerrar minha carreira na F1". "Desde que comecei aos seis anos de idade eu tive um sonho claro. Queria me tornar campeão mundial de F1 e isso estava muito claro em minha mente. Aconteça o que acontecer agora, eu consegui. Eu coloquei tudo isso em cima disso. Com a ajuda dos fãs, consegui alcançar o que queria. Eu vou lembrar para sempre disso".

## Filantropia
Em 2012, Rosberg fez parceria com a organização de ajuda infantil Ein Herz für Kinder (em alemão: Um Coração para Crianças) e levantou capital para a caridade por meio de vários eventos. Rosberg trabalhou para a instituição de caridade Viva con Água de Sankt Pauli, que fornece água e saneamento básico para indivíduos em países em desenvolvimento. Em resposta ao assassinato de George Floyd, em junho de 2020, Rosberg doou € 10.000 ao Fundo Educacional e de Defesa Legal da NAACP para ajudar em seus esforços de educar o público sobre o racismo e acabar com a segregação. Ele investiu dinheiro em projetos envolvendo reflorestamento na Alemanha e a promoção da agrofloresta sustentável na América do Sul.

## Posição de chegada nas corridas

### GP2 Series
Legenda: (Corridas em negrito indicam pole position); (Corridas em itálico indicam volta mais rápida)
| Temporada | Equipe         | 1         | 2           | 3         | 4         | 5         | 6         | 7         | 8         | 9         | 10        | 11        | 12        | 13        | 14        | 15        | 16         | 17        | 18        | 19        | 20        | 21        | 22        | 23        | Classificação | Pontos |
| --------- | -------------- | --------- | ----------- | --------- | --------- | --------- | --------- | --------- | --------- | --------- | --------- | --------- | --------- | --------- | --------- | --------- | ---------- | --------- | --------- | --------- | --------- | --------- | --------- | --------- | ------------- | ------ |
| 2005      | ART Grand Prix | SMR FEA 8 | SMR SPR Ret | ESP FEA 9 | ESP SPR 4 | MON FEA 3 | EUR FEA 3 | EUR SPR 4 | FRA FEA 7 | FRA SPR 1 | GBR FEA 1 | GBR SPR 4 | ALE FEA 1 | ALE SPR 4 | HUN FEA 5 | HUN SPR 2 | TUR FEA 17 | TUR SPR 3 | ITA FEA 2 | ITA SPR 2 | BEL FEA 3 | BEL SPR 5 | BAR FEA 1 | BAR SPR 1 | 1º            | 120    |

### Resultados na Fórmula 1
Legenda: (Corridas em negrito indicam pole position); (Corridas em itálico indicam volta mais rápida)
| Temporada | Equipe                | Chassis                | Motor                     | 1       | 2       | 3       | 4       | 5       | 6       | 7       | 8      | 9       | 10      | 11     | 12      | 13      | 14      | 15      | 16       | 17      | 18      | 19     | 20     | 21    | Class. | Pontos |
| --------- | --------------------- | ---------------------- | ------------------------- | ------- | ------- | ------- | ------- | ------- | ------- | ------- | ------ | ------- | ------- | ------ | ------- | ------- | ------- | ------- | -------- | ------- | ------- | ------ | ------ | ----- | ------ | ------ |
| 2006      | Williams F1 Team      | Williams FW28          | Cosworth CA2006 2.4 V8    | BAR 7   | MAL Ret | AUS Ret | SMR 11  | EUR 7   | ESP 11  | MON Ret | GBR 9  | CAN Ret | EUA 9   | FRA 14 | ALE Ret | HUN Ret | TUR Ret | ITA Ret | CHN 11   | JAP 10  | BRA Ret |        |        |       | 17º    | 4      |
| 2007      | AT&T Williams         | Williams FW29          | Toyota RVX-07 2.4 V8      | AUS 7   | MAL Ret | BAR 10  | ESP 6   | MON 12  | CAN 10  | EUA 16  | FRA 9  | GBR 12  | EUR Ret | HUN 7  | TUR 7   | ITA 6   | BEL 6   | JAP Ret | CHN 16   | BRA 4   |         |        |        |       | 9º     | 20     |
| 2008      | AT&T Williams         | Williams FW30          | Toyota RVX-08 2.4 V8      | AUS 3   | MAL 14  | BAR 8   | ESP Ret | TUR 8   | MON Ret | CAN 10  | FRA 16 | GBR 9   | ALE 10  | HUN 14 | EUR 8   | BEL 12  | ITA 14  | SIN 2   | JAP 11   | CHN 15  | BRA 12  |        |        |       | 13º    | 17     |
| 2009      | AT&T Williams         | Williams FW31          | Toyota RVX-09 2.4 V8      | AUS 6   | MAL 8‡  | CHN 15  | BAR 9   | ESP 8   | MON 6   | TUR 5   | GBR 5  | ALE 4   | HUN 4   | EUR 5  | BEL 8   | ITA 15  | SIN 11  | JAP 5   | BRA Ret  | ABU 9   |         |        |        |       | 7º     | 34,5   |
| 2010      | Mercedes GP Petronas  | Mercedes MGP W01       | Mercedes FO 108X 2.4 V8   | BAR 5   | AUS 5   | MAL 3   | CHN 3   | ESP 13  | MON 7   | TUR 5   | CAN 6  | EUR 10  | GBR 3   | ALE 8  | HUN Ret | BEL 6   | ITA 5   | SIN 5   | JAP 17** | COR Ret | BRA 6   | ABU 4  |        |       | 7º     | 142    |
| 2011      | Mercedes GP Petronas  | Mercedes MGP W02       | Mercedes FO 108Y 2.4 V8   | AUS Ret | MAL 12  | CHN 5   | TUR 5   | ESP 7   | MON 11  | CAN 11  | EUR 7  | GBR 6   | ALE 7   | HUN 9  | BEL 6   | ITA Ret | SIN 7   | JAP 10  | COR 8    | IND 6   | ABU 6   | BRA 7  |        |       | 7º     | 56     |
| 2012      | Mercedes AMG Petronas | Mercedes F1 W03        | Mercedes FO 108Z 2.4 V8   | AUS 12  | MAL 13  | CHN 1   | BAR 5   | ESP 7   | MON 2   | CAN 6   | EUR 6  | GBR 15  | ALE 10  | HUN 10 | BEL 11  | ITA 7   | SIN 5   | JAP Ret | COR Ret  | IND 11  | ABU Ret | EUA 13 | BRA 15 |       | 9º     | 93     |
| 2013      | Mercedes AMG Petronas | Mercedes F1 W04        | Mercedes FO 108Z 2.4 V8   | AUS Ret | MAL 4   | CHN Ret | BAR 10  | ESP 6   | MON 1   | CAN 5   | GBR 1  | ALE 9   | HUN Ret | BEL 4  | ITA 6   | SIN 4   | JAP 7   | COR 8   | IND 2    | ABU 3   | EUA 9   | BRA 5  |        |       | 6º     | 171    |
| 2014      | Mercedes AMG Petronas | Mercedes F1 W05 Hybrid | Mercedes PU106A Hybrid V6 | AUS 1   | MAL 2   | BAR 2   | CHN 2   | ESP 2   | MON 1   | CAN 2   | AUT 1  | GBR Ret | ALE 1   | HUN 4  | BEL 2   | ITA 2   | SIN Ret | JAP 2   | RUS 2    | EUA 2   | BRA 1   | ABU 14 |        |       | 2º     | 317    |
| 2015      | Mercedes AMG Petronas | Mercedes F1 W06 Hybrid | Mercedes PU106B Hybrid    | AUS 2   | MAL 3   | CHN 2   | BAR 3   | ESP 1   | MON 1   | CAN 2   | AUT 1  | GBR 2   | HUN 8   | BEL 2  | ITA 17  | SIN 4   | JAP 2   | RUS Ret | EUA 2    | MEX 1   | BRA 1   | ABU 1  |        |       | 2º     | 322    |
| 2016      | Mercedes AMG Petronas | Mercedes F1 W07 Hybrid | Mercedes PU106C Hybrid    | AUS 1   | BAR 1   | CHN 1   | RUS 1   | ESP Ret | MON 7   | CAN 5   | EUR 1  | AUT 4   | GBR 3   | HUN 2  | ALE 4   | BEL 1   | ITA 1   | SIN 1   | MAL 3    | JAP 1   | EUA 2   | MEX 2  | BRA 2  | ABU 2 | 1º     | 385    |

‡ Em corridas que não completaram 75% das voltas a pontuação é reduzida pela metade.
** Não terminou o Grande Prêmio, mas foi classificado porque completou 90% da corrida.